# یوسف مزرعه
یوسف مزرعه (زادهٔ ۲۳ خرداد ۱۳۸۴) بازیکن فوتبال اهل ایران است که در پست هافبک و وینگر چپ برای باشگاه فولاد خوزستان بازی می‌کند. او همچنین عضو تیم ملی فوتبال زیر ۲۰ سال ایران است.

## دوران ملی
مزرعه در سال ۲۰۲۵ در رقابت‌های جام ملت‌های آسیا زیر ۲۰ سال ۲۰۲۵ حضور داشت و در چهار مسابقه برای تیم ملی ایران به میدان رفت. او در دیدار برابر ازبکستان گلزنی کرد و در دیدار حساس برابر ژاپن نیز در وقت‌های اضافه وارد زمین شد.

## آمار ملی
| تیم ملی          | سال        | بازی | گل |
| ---------------- | ---------- | ---- | -- |
| ایران زیر ۲۰ سال | ۲۰۲۴–اکنون | ۱۴   | ۴  |